# زنان شوروی در جنگ جهانی دوم

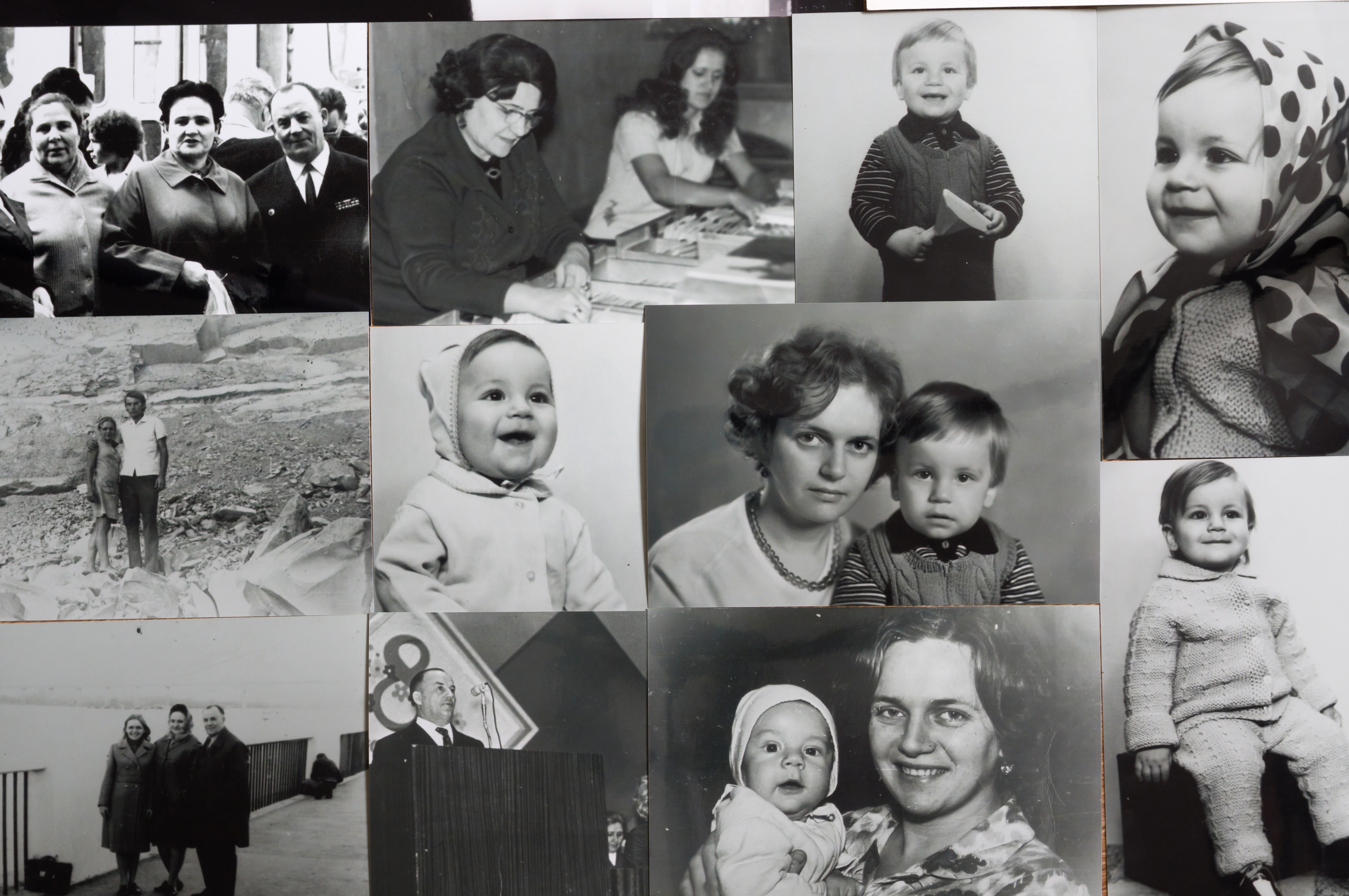
تصاویر کالج سیاه و سفید از زنان و دختران شوروی

زنان اتحاد جماهیر شوروی سوسیالیستی نقش بسیار مهمی در جنگ کبیر میهنی ایفا نمودند. بسیاری از آن‌ها در بخش‌های صنعتی، حمل و نقل، کشاورزی و دیگر نقش‌های مدنی جایگزین مردان شدند تا آن‌ها بتوانند برای جنگ اعزام شوند اما افزون بر این بسیاری از زنان وارد ارتش شدند که بیشترشان در بخش پزشکی خدمت کردند.
تخمین زده می‌شود که ۸۰۰ هزار زن طی جنگ جهانی دوم در ارتش شوروی خدمت کرده باشند که تقریباً ۵ درصد کل نیروی نظامی شوروی را شامل می‌شود. تعداد زنان حاضر در ارتش شوروی طی سال‌های ۱۹۴۳، ۱۹۴۴٬۱۹۴۵ میلادی به ترتیب ۳۴۸۳۰۹٬۴۷۳۰۴۰، ۴۶۳۵۰۳ نفر بوده‌است. در بخش پزشکی ارتش سرخ نیز ۴۰ درصد امدادگران، ۴۳ درصد جراحان، ۴۶ درصد پزشکان، ۵۷ درصد دستیاران پزشکی و ۱۰۰ درصد پرستاران را زنان تشکیل می‌دادند. نزدیک به ۲۰۰ هزار زن به دریافت نشان نائل آمدند که ۸۹ نفر از آن‌ها بالاترین نشان شوروی یعنی نشان قهرمان اتحاد شوروی را کسب کردند. این افراد شامل تک‌تیراندازان، خلبانان، مسلسل‌چیان، خدمه تانک، پارتیزان‌ها و غیره بودند.
هنگامی که آلمان تهاجم خود را در ۲۲ ژوئن ۱۹۴۱ آغاز نمود صدها هزار زن برای جنگ داوطلب شدند اما دولت آن‌ها را رد کرد. با افزایش تلفات شوروی در عملیات بارباروسا این تفکر به آرامی تغییر کرد و حضور زنان در میدان جنگ مورد پذیرش قرار گرفت.

## حضور در نیروی هوایی
حضور زنان در نیروی هوایی شوروی با مارینا راسکووا، هوانورد مشهور شوروی که «آملیا ارهارت روسیه» خوانده می‌شد. راسکووا که از دهه ۱۹۳۰ در عرصه هوانوردی شوروی حضور داشت در سال ۱۹۳۳ نخستین زن هدایتگر در نیروی هوایی شوروی شد. در آغاز جنگ جهانی دوم علاوه بر راسکووا تعدادی زن خلبان دیگر نیز در شوروی وجود داشتند و بسیاری هم فوراً برای آموزش و جنگ داوطلب شدند، اما با وجود آنکه از نظر قانونی منعی برای حضور زنان در درگیری‌ها در نیروی هوایی شوروی وجود نداشت از سپردن نقش رزمی به ایشان امتناع می‌شد. این قضیه ادامه داشت تا آنکه راسکووا از طریق ارتباط شخصی خودش با شخص ژوزف استالین فرماندهان نظامی را راضی به ایجاد سه هنگ رزمی برای زنان نمود. به این ترتیب شوروی مبدل به نخستین کشوری شد که به زنان اجازه حضور در رزم هوایی را می‌داد. در این هنگ‌ها نه تنها خلبانان که بقیه نیروها اعم از مهندسان و نیروهای پشتیبانی را نیز زنان تشکیل می‌دادند با این وجود در عمل تنها هنگ ۵۸۸ کاملاً از زنان تشکیل یافت. این هنگ‌ها در مجموع ۳۰ هزار سورتی رزمی انجام دادند که دو تکخال و بیست قهرمان شوروی از آن بیرون آمد. سه هنگ تشکیل شده به شرح زیر بودند:

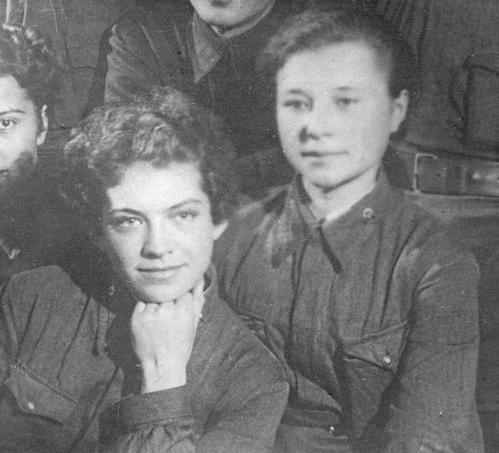
دو تک‌تیرانداز زن شوروی به نام‌های ناتالیا کوشوا و ماریا پولیناووا که برای جلوگیری از اسارت توسط نازی‌ها خودکشی کردند.

- هنگ ۵۸۶ هوانوردی شکاری: این واحد در میان سه هنگ نخستین هنگی بود که وارد عملیات رزمی شد (۱۶ آوریل ۱۹۴۲) و مجموعاً ۴۴۱۹ عملیات رزمی داشت که در آن ۱۲۵ درگیری هوایی شکل گرفت و ۳۸ هواپیما دشمن نابود شدند. لیدیا لیتویاک و یکاترینا بودانوا پیش از آنکه در استالینگراد اعزام شوند تا در آنجا لقب تنها خلبان تک‌خال زن تاریخ را به دست آورند در این واحد بودند و با شکاری یاکوولف یاک-۱ پرواز می‌کردند.
- هنگ هوانوردی بمب افکن شبانه ۴۶ گارد "تامان": این هنگ فرماندهی آن را یودوکیا برشناسکیا به عهده داشت با نام جادوگران شب مشهور شد. این واحد با استفاده از هواگرد دوباله قدیمی پی‌او-۲ کوکوروزنیک عمل می‌کرد و تا پایان جنگ ۲۴۰۰۰ عملیات رزمی انجام داد.
- هنگ هوانوردی بمب افکن شبانه ۱۲۵ گارد: فرماندهی این یگان را مارینا راسکووا به عهده داشت و پس از مرگ او فرماندهی به والنتین مارکوف رسید.

## پیاده‌نظام

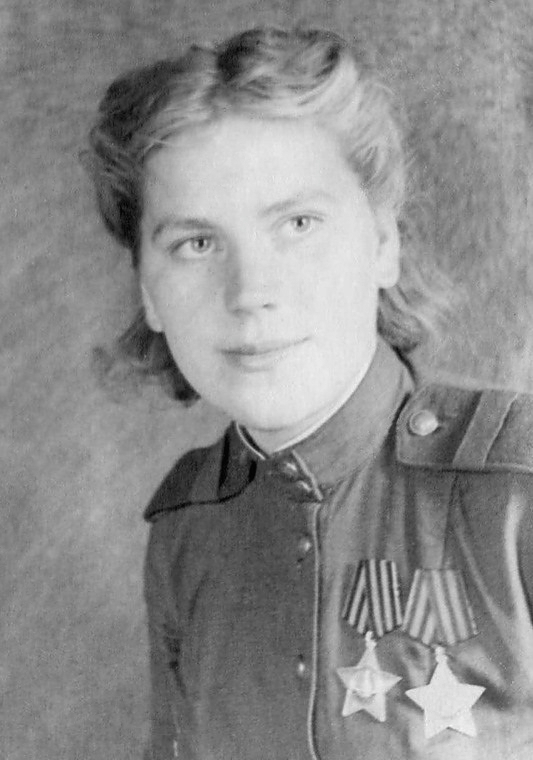
تصویر رزا شانینا که فارغ‌التحصیل مدرسه مرکزی آموزش تک‌تیرانداز زنانه بود با ۵۹ شکار تأیید شده.

در ارتش سرخ زنان در واحدهای گوناگون پیاده‌نظام حضور داشتند اما معروف‌ترین حضور آن‌ها در نقش تک‌تیرانداز بود. طی سال‌های ۱۹۴۱ تا ۱۹۴۵ در مجموع ۲۴۸۴ تک‌تیرانداز زن در شوروی خدمت کردند که ۵۰۰ تن از آنان پس از پایان جنگ زنده ماندند. تخمین زده می‌شود زنان تک‌تیرانداز شوروی مجموعاً ۱۱ هزار نفر را کشته باشند. معروف‌ترین این تک‌تیراندازان لیودمیلا پاولچنکو و رزا شانینا بودند.
زنان در نقش پزشک و ارتباطات نظامی حضور گسترده‌ای داشتند و تعداد کمتری از آنان به عنوان مسلسل‌چی، کمیسار سیاسی، خدمه تانک و دیگر شاخه‌ها حضور داشتند. مانشوک مامتووا زن از قزاقستان بود که مسلسل‌چی شد و اولین زن آسیایی در شوروی است که نشان قهرمان شوروی را دریافت نمود. ماریا اوکتیابرسکایا و الکساندرا ساموسنکو راننده تانک بودند. تاتیانا کوسترینا هنگام مرگش در سال ۱۹۴۳ میلادی فرمانده گردان بود و تا آن زمان بیش از ۱۲۰ نفر را کشته بود. تیپ ۱ مستقل تفنگداران داوطلب زن تا پیش از انحلالش در سال ۱۹۴۴ از هزاران زن تشکیل می‌شد.
خدمه بسیاری از واحدهای ضدهوایی استالینگراد را زنان تشکیل می‌دادند و بعضی از آن‌ها مانند هنگ ۱۰۷۷ ضدهوایی وارد عملیات زمینی نیز شدند.
تلفات بالای مردان باعث شده بود استالین اجازه استفاده از زنان در خط دوم دفاع مانند واحدهای ضدهوایی یا پزشکی را بدهد و به این ترتیب راه برای ورود آرام زنان به عرصه جنگ باز شد. برای مثال ۴۳ درصد پزشکان را زنان تشکیل می‌دادند که گاهی برای عقب کشیدن زخمی‌ها از میدان جنگ باید اسلحه حمل می‌کردند. از طریق همین موقعیت‌های کوچک زنان در ارتش اعتبار پیدا کردند و در پایان جنگ به ۵۰۰ هزار نفر رسیدند.

## پارتیزان‌ها

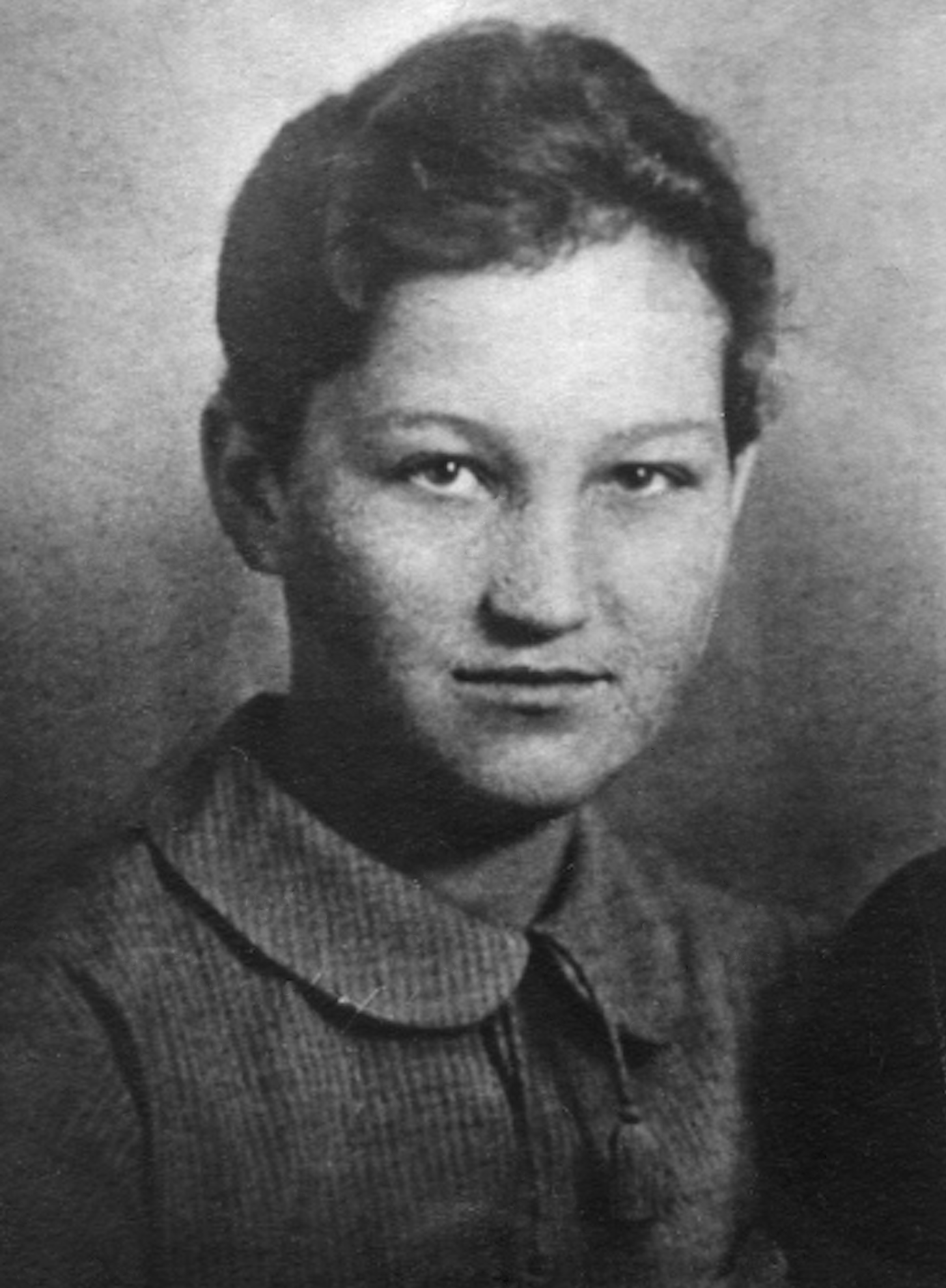
تصویر زویا کوسمودمیانسکایا از معروف‌ترین پارتیزان‌ها در شوروی.

تعداد بسیاری از پارتیزان‌های شوروی را زنان تشکیل می‌دادند. یکی از معروف‌ترین آن‌ها زویا کوسمودمیانسکایا دختر مدرسه‌ای ۱۸ ساله از مسکو بود که داوطلب خدمت در واحدهای پارتیزانی شد. نازی‌ها او را دستگیر کردند اما علی‌رغم شکنجه‌های وحشتناک او از دادن اطلاعات به آن‌ها امتناع نمود و در ۲۹ نوامبر ۱۹۴۱ اعدام شد. زویا نخستین زنی شد که در زمان جنگ نشان قهرمان شوروی را به او دادند.
جوانترین زنی که نشان قهرمان شوروی را به او دادند. زینایوا پارتنوا بود که سال ۱۹۴۲ وقتی ۱۵ سال داشت به واحدهای پارتیزانی پیوست. او اسلحه‌ها را پنهان می‌نمود و خرابکاری می‌کرد. او در ژانویه ۱۹۴۴ دستگیر و هنگام تلاش برای فرار کشته شد. در سال ۱۹۵۸ نشان قهرمان شوروی به او اعطا شد و یادمانی از او را در مینسک ساختند.

## کتابشناسی
- Alexievich, Svetlana (2017). The Unwomanly Face of War: An Oral History of Women in World War II. Random House. p. 384. ISBN 978-0-399-58872-3.
- Bergman, Jay. "Valerii Chkalov: Soviet Pilot as New Soviet Man," Journal of Contemporary History 33#1 (1998), pp. 135–152 in JSTOR
- Campbell, D'Ann. "Women in Combat: The World War Two Experience in the United States, Great Britain, Germany, and the Soviet Union" Journal of Military History (آوریل ۱۹۹۳), 57:301–323. online edition
- Cottam, K. Jean, ed. The Golden-Tressed Soldier (Manhattan, KS, Military Affairs/Aerospace Historian Publishing, 1983) on Soviet women
- Cottam, K. Jean. Soviet Airwomen in Combat in World War II (Manhattan, KS: Military Affairs/Aerospace Historian Publishing, 1983)
- Cottam, K. Jean. "Soviet Women in Combat in World War II: The Ground Forces and the Navy," International Journal of Women's Studies, 3, no. 4 (1980): 345–57
- Eglitis, Daina, and Vita Zelče. "Unruly actors: Latvian women of the Red Army in post-war historical memory." Nationalities Papers (2013) 41#6 pp: 987–1007.
- Engel, B. Alpern. "'The Womanly Face of War': Soviet Women Remember World War II" in N. N. Dombrowski, ed.) Women and War in the Twentieth Century: Enlisted with or without Consent, (Garland Publishing Inc. , 1998)
- Erickson, J. "Soviet women at War" in J. Garrard and C. Garrard, eds. , World War II and the Soviet People (St Martin's Press, 2002)
- Harris, Adrienne M. "After A Youth on Fire: The Woman Veteran in Iulia Drunina's Postwar Poetry." Aspasia (2013) 7#1 pp: 68–91.
- Jug, Steven G. "Red Army romance: Preserving masculine hegemony in mixed gender combat units, 1943–1944." Journal of War & Culture Studies 5#3 (2012): 321–334.
- Krylova, Anna. Soviet Women in Combat: A History of Violence on the Eastern Front (2010) excerpt and text search
- Krylova, Anna. "Stalinist Identity from the Viewpoint of Gender: Rearing a Generation of Professionally Violent Women‐Fighters in 1930s Stalinist Russia." Gender & History 16#3 (2004): 626–653.
- Markwick, Roger D. , and Euridice Charon Cardona. Soviet Women on the Frontline in the Second World War (Palgrave Macmillan, 2012)
- Pennington, Reina. Wings, Women, and War: Soviet Airwomen in World War II Combat (2007) excerpt and text search شابک ‎۰−۷۰۰۶−۱۱۴۵−۲
- Pennington, Reina. "Offensive Women: Women in Combat in the Red Army in the Second World War" Journal of Military History (2010) 74#3 pp 775–820, with full bibliography
- Reese, Roger R. Why Stalin's Soldiers Fought: The Red Army's Military Effectiveness in World War II (2011), ch 11–12 on women in the army. excerpt and text search
- Stoff, Laurie. They Fought for the Motherland: Russia's Women Soldiers in World War I and the Revolution// (University Press of Kansas, 2006)
- Strebe, Amy Goodpaster. Flying for Her Country: The American and Soviet Women Military Pilots of World War II (Praeger Security International, 2007).
- Timofeeva-Egorova, Anna. Over Fields of Fire: Flying the Sturmovik in Action on the Eastern Front, 1942–45 (Helion & Company, 2010).
- Timofeeva-Egorova, Anna. Red Sky, Black Death: A Soviet Woman Pilot's Memoir of the Eastern Front (Slavica Publishers, 2009).Y
- Yenne, Bill. The White Rose of Stalingrad: The Real-Life Adventure of Lidiya Vladimirovna Litvyak, the Highest Scoring Female Air Ace of All Time (Osprey Publishing, 2013).